# فرودگاه سونگشان تایپه
فرودگاه سونگشان تایپه (به انگلیسی: Taipei Songshan Airport) یک فرودگاه همگانی و نظامی مسافربری با کد یاتا TSA است که یک باند فرود سنگفرش دارد و طول باند آن ۲۶۰۵ متر است. این فرودگاه در کشور تایپه قرار دارد و در ارتفاع ۵ متری از سطح دریا واقع شده‌است.

## شرکت‌های هواپیمایی و مقصدهای پروازی

Countries and cities with direct flights to Taipei Songshan

| شرکت‌های هواپیمایی                             | مقصدهای پروازی                                                    | Terminal   |
| --------------------------------------------- | ----------------------------------------------------------------- | ---------- |
| ایر چاینا                                     | شانگهای هونگچیائو، تیانجین بینهای                                 | 1 Int'l    |
| آل نیپون ایرویز                               | هانه‌دا                                                            | 1 Int'l    |
| چاینا ایرلاینز                                | گیمپو، شانگهای هونگچیائو، هانه‌دا                                  | 1 Int'l    |
| هواپیمایی شرقی چین                            | شانگهای هونگچیائو                                                 | 1 Int'l    |
| هواپیمایی شرقی چین اجرا توسط شانگهای ایرلاینز | شانگهای هونگچیائو، شانگهای پودنگ                                  | 1 Int'l    |
| ایستار جت                                     | گیمپو                                                             | 1 Int'l    |
| اوا ایر                                       | گیمپو، شانگهای هونگچیائو، هانه‌دا                                  | 1 Int'l    |
| فار ایسترن ایر ترنسپورت                       | کینمن، ماگونگ                                                     | 2 Domestic |
| فار ایسترن ایر ترنسپورت                       | هفئی ژینگیاو، ووسو تائی‌یوان                                       | 1 Int'l    |
| خطوط هوایی ژاپن                               | هانه‌دا                                                            | 1 Int'l    |
| مندرین ایرلاینز                               | کینمن، ماگونگ، تایتونگ Scheduled Charter: هوالین                  | 2 Domestic |
| مندرین ایرلاینز                               | فوژو چنگل، ونچو یونگچیانگ، ووهان تیانهه                           | 1 Int'l    |
| سیچوان ایرلاینز                               | چنگدو شوانگلیو، چنگچینگ ییانگبی                                   | 1 Int'l    |
| تی وی ایرلاینز                                | گیمپو                                                             | 1 Int'l    |
| Uni Air                                       | هنگچون، هوالین، کینمن، ماگونگ، ماتسو بیگان، ماتسو نانگان، تایتونگ | 2 Domestic |
| Uni Air                                       | شانگهای پودنگ، زیامن گائوچی                                       | 1 Int'l    |
| ژیامن ایرلاینز                                | فوژو چنگل، زیامن گائوچی                                           | 1 Int'l    |